# هریسون فورد (بازیگر فیلم صامت)
هریسون فورد (انگلیسی: Harrison Ford؛ ‏ ۱۶ مارس ۱۸۸۴ – ۲ دسامبر ۱۹۵۷) بازیگر اهل ایالات متحده آمریکا بود.
از فیلم‌هایی که وی در آن نقش داشته‌است می‌توان به همسران احمق، چه اهمیتی داره؟، سایه‌ها، و تازه ازدواج‌کرده اشاره کرد.